# Kuurne-Bruxelles-Kuurne 1970
La Kuurne-Bruxelles-Kuurne 1970, ventiseiesima edizione della corsa, si svolse il 1º marzo su un percorso di 190 km, con partenza e arrivo a Kuurne. Fu vinta dal belga Roger De Vlaeminck della squadra Flandria-Mars davanti ai connazionali Eric Leman e Daniel Van Ryckeghem.

## Ordine d'arrivo (Top 10)
| Pos. | Corridore            | Squadra              | Tempo    |
| ---- | -------------------- | -------------------- | -------- |
| 1    | Roger De Vlaeminck   | Flandria-Mars        | 5h30'00" |
| 2    | Eric Leman           | Flandria-Mars        | a 1"     |
| 3    | Daniel Van Ryckeghem | Mann-Grundig         | s.t.     |
| 4    | Willy Vekemans       | Hertekamp-Magniflex  | s.t.     |
| 5    | Willy Van Neste      | Mann-Grundig         | s.t.     |
| 6    | Marian Polansky      | Goldor-Fryns         | s.t.     |
| 7    | Jacques Guiot        | Frimatic-de Gribaldy | s.t.     |
| 8    | Marc De Block        | Hertekamp-Magniflex  | s.t.     |
| 9    | Roger Rosiers        | Bic                  | s.t.     |
| 10   | Pol Mahieu           | Flandria-Mars        | s.t.     |